# Kanton Sontra
Der Kanton Sontra war eine Verwaltungseinheit im Distrikt Eschwege des Departements der Werra im napoleonischen Königreich Westphalen. Hauptort des Kantons und Sitz des Friedensgerichts für den Kanton war der Ort Sontra im heutigen hessischen Werra-Meißner-Kreis. Der Kanton umfasste 1 Stadt und 20 Dörfer und Weiler.
Zum Kanton gehörten die Ortschaften:

- Stadt Sontra
- Metzlar, Welle (Hof), Hübenthal, Mitterode, Urlettig (Hof) Wellingerode
- Rockensüß, Kloster Cornberg, Menglers (Hof), Königswald, Berneburg, Hornel
- Weißenhasel, Dens
- Mönchhosbach
- Lindenau, Breitau
- Ulfen, Erdmannshain (Hof), Krauthausen
- Weißenborn, Wölfterode, Hoppach (Hof)